# Kosa Rișnivka, Șepetivka
Kosa Rișnivka (în ucraineană Коса Рішнівка) este un sat în comuna Velîka Rișnivka din raionul Șepetivka, regiunea Hmelnîțkîi, Ucraina.

## Demografie
Componența lingvistică a localității Kosa Rișnivka
     Ucraineană (97,19%)
     Rusă (2,25%)
Conform recensământului din 2001, majoritatea populației localității Kosa Rișnivka era vorbitoare de ucraineană (97,19%), existând în minoritate și vorbitori de rusă (2,25%).